# Акунакуна

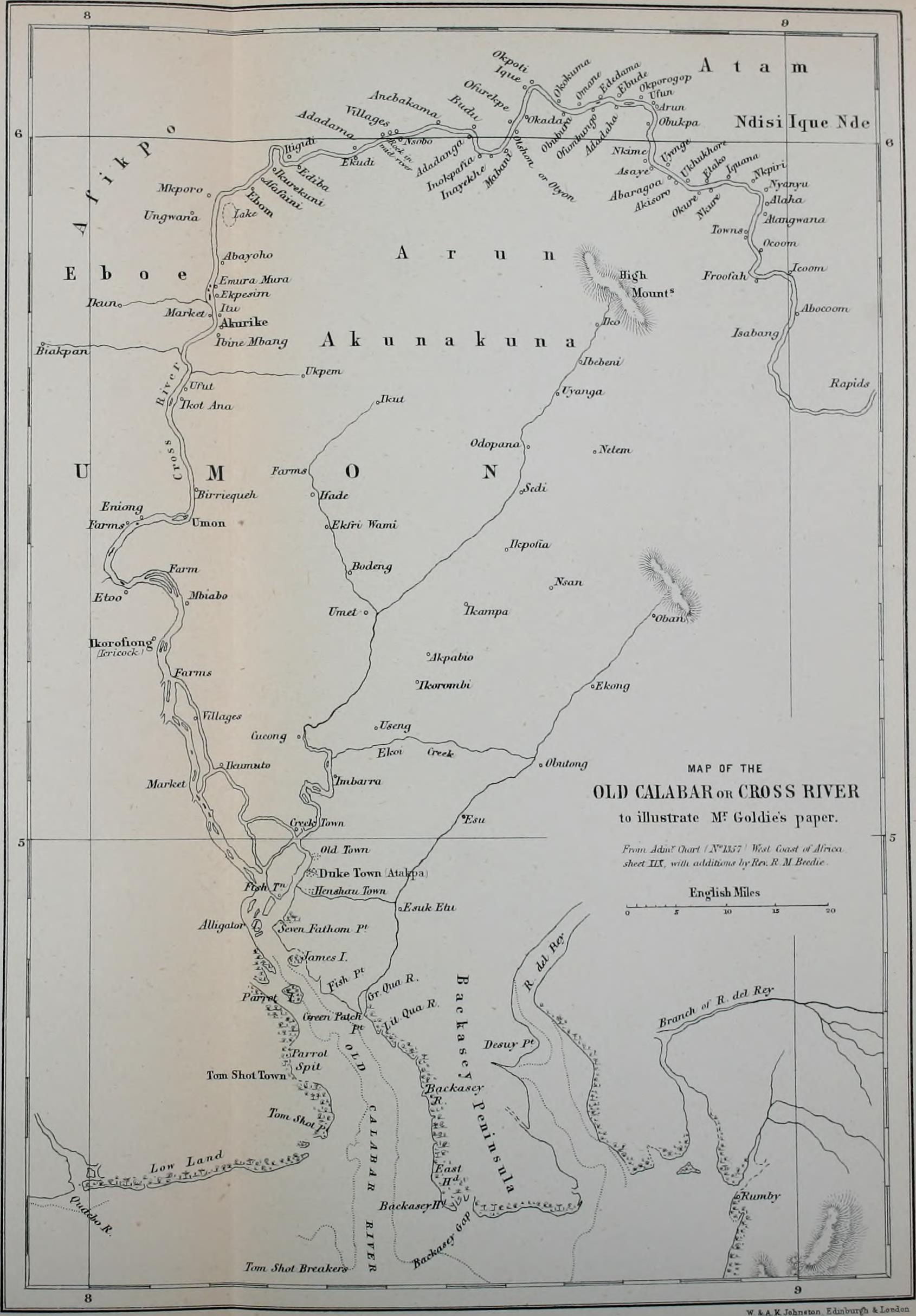
Район реки Кросс, где живут люди акунакуна (по состоянию на 1885 г.)

Акунакуна (англ. Akunakuna) — этническая группа из Нигерии и Камеруна, населяющая район вокруг реки Кросс, говорящая на языке акунакуна. По последним данным, народ акунакуна насчитывает более 350 000 человек.

## Этимология
Слово «akwünaakwüna» на языке игбо, первоначально относящееся к городу, где живут представители этнической группы акунакуна, было англизировано до «акунакуна». Этот экзоним не принимает во внимание то, как народ акунакуна называет себя на языке гвуне, agwaGwunɛ, хотя они связаны между собой.
Слово «akwünaakwüna» имеет несколько значений. Одно из значений имеет отрицательную коннотацию и сложилось следующим образом. Согласно книге «Новые измерения в африканской лингвистике и языках», во время Первой мировой войны замужние и незамужние женщины были набраны для службы в Западноафриканских пограничных войсках, а затем в Экспедиционных силах в Игболанде в качестве поваров и маркитанток. С тех пор слово «akwüna», сокращённое от «akwünaakwüna» применимо к секс-работницам.
Слово «акунакуна» может быть записано как «agwa’agune», «akuraakura» или «akura: kura».

## История
В 1846 году умон напал на несколько каноэ акунакуна на реке Кросс (Кросс-Ривер). Представители народности акунакуна планировали торговать с эфиком, который ранее торговал европейскими предметами роскоши. Акунакуна использовала это нападение как повод для войны с умонами. Война продлилась длительное время, в итоге акунакуна потерпели поражение. В результате переговоров акунакуна должны были платить ежегодную дань королю умона в обмен на «сохранение мира над рекой». В 1888 году с лидерами акунакуна был подписан договор, дающий британцам полный контроль над их землей.